# Julia Ward Howe

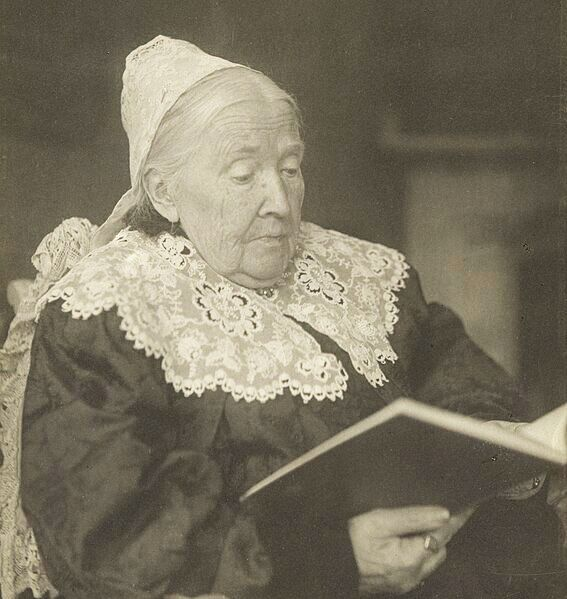
Julia Ward Howe (1908)

Julia Ward Howe (* 17. Mai 1819 in New York City; † 17. Oktober 1910 in Portsmouth (Rhode Island)) war eine amerikanische Dichterin, Schriftstellerin, Abolitionistin und Verfechterin von Frauenrechten.

## Leben
Julia Ward war die Tochter eines reichen Bankiers in New York. 1843 heiratete sie den Arzt und Bürgerrechtler Samuel Gridley Howe. Das Ehepaar hatte sechs Kinder. Ihre ersten Gedichtsammlungen veröffentlichte sie unter den Titeln: „Passion flowers“ (1854) und „Words for the hour“ (1856). Es folgten zwei Dramen: The world's own (1857) und Hippolytos (1858) sowie das Prosawerk A trip to Cuba (1860).
Während des Sezessionskrieges verfasste sie den Text des patriotischen Liedes The Battle Hymn of the Republic, das bis heute in den USA häufig bei offiziellen Anlässen gespielt wird. Anschließend betrieb sie hauptsächlich philosophische Studien, schrieb zahlreiche metaphysische und theologische Essays. 1866 erschienen unter dem Titel Later lyrics ihre besten Gedichte, darunter das berühmte Gedicht The battle hymn of the Republic. Inspiriert von einer Reise nach Kreta 1867 verfasste sie das Buch From the oak to the olive.
Howe war eine der angesehensten Führerinnen der Frauenrechtsbewegung in den Vereinigten Staaten. 1870 erregte sie Aufsehen mit ihrer Mothers' Day Proclamation, dem Vorschlag zur Einführung eines Muttertags als Protesttag gegen den Krieg.
Spätere Schriften von ihr sind: Emergencies and how to treat them (1871, 2. Aufl. 1874); Modern society (1880); Margaret Fuller, marchesa Ossoli (1883).
1907 wurde sie in die American Academy of Arts and Letters gewählt.
Das Samuel Gridley and Julia Ward Howe House in Boston, in dem sie gemeinsam mit ihrem Mann von 1863 bis 1866 lebte, ist seit 1974 als National Historic Landmark im National Register of Historic Places eingetragen.

## Sekundärliteratur
- Mary Hetherington Grant: Private Woman, Public Person: An Account of the Life of Julia Ward Howe from 1819 to 1868 (= Scholarship in Women's History 5). Carlson, New York 1994, ISBN 0-926019-66-X.
- Elaine Showalter: The Civil Wars of Julia Ward Howe: A Biography. Simon & Schuster, New York 2016, ISBN 978-1-4516-4590-3.